# Afrunding
 Der er for få eller ingen kildehenvisninger i denne artikel, hvilket er et problem. Du kan hjælpe ved at angive troværdige kilder til de påstande, som fremføres i artiklen.

Afrunding er når man simplificerer et tal til en approksimation af tallet, som er simplere, kortere eller mere kompakt end det oprindelige tal. Dette kan f.eks. være en reduktion af betydende cifre i et tallet.
Det er svært at konstruere præcise transcedente funktioner, som kan afrunde (f.eks. til nærmeste n, som opfylder n mod 1 = 0), fordi det antal af decimaler man skal gå tilbage for at vide om man skal runde op eller ned ikke kendes (for bare at bevise om tallet er endeligt kan resultere i en ikke-trivel teorem).
Ved betaling med kontanter afrunder man i Danmark til nærmeste 50 øre, mens der ikke afrundes ved betaling med f.eks. Dankort.
Der har været stor diskussion om hvordan man afrunder et tal, som kan skrives, som n + 1/2, hvis der ikke er givet information, om hvilken vej man skal afrunde. Oftest runder man op i dette tilfælde.
I tilfælde af negative tal siges det ofte, at plottet af afrundingsfunktionen til den absolutte værdi af x er symmetrisk om y-aksen.

## Former for afrunding
- Approksimere et irrationalt tal med en brøk, f.eks. π approksimeret med 22/7.
- Approksimere en brøk, som har et antal gentagende decimaler, med et endeligt antal decimaler, f.eks. 5/3 approksimeret med 1,6667.
- Erstatte et rationalt tal med en brøk med mindre værdier i tælleren og nævneren, f.eks. 3122/9417 approksimeret med 1/3.
- Erstatte et tal med et større tal, som har et mindre antal decimaler, f.eks. 2,1784 dollars approksimeret med 2,18 dollars.
- Erstatte et heltal med et heltal, der har flere nuller, f.eks. 23.217 mennesker approksimeret med 23.200 mennesker.
- Erstatte en værdi med en anden, som har en given faktor, f.eks. 27,2 sekunder approksimeret med 30 sekunder (kan divideres af 15).